# ヤコブの浅瀬の戦い
エルサレムは世界の最も神聖な都市の一つだと多くの人によって考えられてきており、このためにキリスト教徒とイスラム教徒は何世紀もの間この聖都の支配権をめぐって戦ってきた。1095年あたりにヨーロッパからキリスト教徒はエルサレムの支配権を取り返すべく聖地へと進軍した。1099年までに十字軍は目的を達成してイスラム教徒からエルサレムを奪った。第一次十字軍の後イスラム諸勢力の反攻に対する不安が聖都を悩ませたため、十字軍は引き続き数年に亘り彼らと対立していた軍をいくつか破った。イスラム史で最も著名な人物の一人、サラディンはキリスト教徒が聖地を支配した約１世紀後、1187年にエルサレムを再占領した。多くの学者たちはイスラムの聖都の奪取は1179年にイスラムのスルタンサラディンとキリスト教徒のボードゥアン4世王とのシリアのヤコブの浅瀬での十字軍へのイスラムの勝利に帰することができると考えている。その場所はラテン語名のヴァドゥム・イアコブ（Vadum Iacob）、現代ではヘブライ語でアテレトとしても知られている。

## 当時の情勢
最も有名なイスラムの支配者の一人、サラディンはエジプトのスルタンであり、ダマスカスを奪取した後、1174年までにシリアのスルタンになった。シリアでの権力を奪取した後、サラディンはエルサレムの周りにイスラム帝国を打ち立てることを誓った。最終目的は十字軍からの聖都奪回であり、ジハードの終焉への大きな意味を持った一歩であった。しかし、彼のその計画は特に軍事衝突なしに聖地を奪取することを目指していた。ボードゥアン4世は1174年の父アモーリー1世の崩御に伴い、13歳でエルサレム王国の王位に付いた。同年にはサラディンもダマスカスで権力の座に登った。ボードゥアンは敬虔なキリスト教徒であり、サラディンとは相反する立場であった。富裕で有力な指導者であったにもかかわらず、ボードゥアンは非常に若くしてハンセン病を患っていた。映画（「キングダム・オブ・ヘブン」）で時折表現され描かれたように、ボードゥアンは忌まわしい顔を覆うただれを隠すために鉄の仮面をかぶっていた。
エルサレムの王位に登っておよそ3年後、ボードゥアンは最初の軍事的対立に直面した。サラディンは1177年にエルサレム王国に侵攻したが、撃退された。サラディンはほぼ20歳年上でボードゥアンより経験を積んでいたにもかかわらず、若きキリスト教君主は緊張の多い状況にまごつくことはなかった。ボードゥアンと彼の軍は1177年11月25日にモンジザールの戦いでイスラム軍に大打撃を与えた。ある学者は、この戦いについて「これは際立った業績――サラディンがリチャード獅子心王と第3回十字軍の到来以前に喫した唯一の会戦における敗北であった」と記述した。その戦いが終わってから、サラディンは命からがらエジプトへの逃走を余儀なくされた。その勝利はボードゥアンの軍隊に大損害をもたらしたが、王国中の彼のイメージは強化された。事実、近東のいくらかのキリスト教徒たちは「彼の勝利の『奇跡』は神の命令の徴候を現した」と信じるようにさえなった。

## ヤコブの浅瀬とシャステレ砦
ヤコブの浅瀬は、エルサレムの北およそ100マイルのヨルダン川にありアッコン、イスラエルとダマスカスの間の主要街道の一つであった。その場所と重要性のためにヤコブの浅瀬もまたヨルダン川の最も安全な交差点の一つであり、「キリスト教のパレスティナ」と「イスラムのシリア」の文化間の主要な交差点として役立っていた。12世紀に、ボードゥアンとサラディンはヤコブの浅瀬が位置する地域で争い続けた。大胆な戦略的行動とモンジザールでの軍事的勝利の結果、ボードゥアンはヤコブの浅瀬へと進軍して領土に防衛用の砦を築く決心をした。王と彼の軍は、砦はエルサレムを北方からの侵略から守ることができるとともに、サラディンの勢力下にあるダマスカスへ圧力を与えることができると考えた。1178年10月と1179年4月の間、ボードゥアンは新たな防衛線、つまりヤコブの浅瀬のシャステレと呼ばれた砦の構築に着手した。建設が進んでいた一方で、サラディンは、もしシリアを防衛してエルサレムを征服しようと思うならば、彼がヤコブの浅瀬を奪取しなければならないと理解していた。しかし、その時はイスラム教徒の反乱鎮圧のために兵の大部分を北シリアに配置していたために、彼は軍事力ではシャステレの建設をやめさせることができなかった。ある著者の記すところでは、「事実、そうではない場合よりは、他のイスラム教徒との戦争を行うのにキャリアを費やしていたにもかかわらず、サラディンは常にヨーロッパの侵入者に対するイスラムの第一人者を演じることに苦労していた」。その結果、そのスルタンはボードゥアンを6万ディナールで買収して建設をやめるよう要請した。ボードゥアンは断ったが、サラディンは増額して10万ディナールの条件を出してきた。キリスト教の王は再び拒んでシャステレ建設を続けた。1179年の夏までに、ボードゥアンの軍は石の城壁のかなりの部分を築いた。「今や城は強力な10メートルの高さの城壁――ある同時代のアラビア人は後に『石と鉄の難攻不落の城壁』として述べている――まだできてはいないが一つの塔を有していた」。

## 戦いの直前
ボードゥアンが両陣営からの賄賂を拒絶した後、サラディンは北シリアでの反乱から関心を外し、ヤコブの浅瀬とシャステレへと関心を集中させた。彼は更なる交渉は時間の無駄であり、猶予を与えればボードゥアンが大規模な砦を完成させることを悟ったのである。1179年、シャステレの建設が始まって僅か数ヶ月、サラディンはイスラムの大軍を召集してヤコブの浅瀬へ向けて南東へと進軍した。計画は単純明快で、エルサレムないし近隣地域からの援軍がやってくる前に砦とその居住者を包囲することだった。一方、ボードゥアンはガリラヤ湖に面するティベリアスに居り、ヤコブの浅瀬までおよそ半日の距離があった。あらゆる攻撃が彼の計画に降りかかれば、援軍の到着は比較的速く可能になるだろう。さらに、ヤコブの浅瀬の砦は、少なくともそれが完成すれば比較的強力なもので、包囲されたとしても救援が到着するまでは恐らく持ちこたえることができたはずであった。ある従軍したものは著書にて断言しつつ根掘り葉掘り問うている。「包囲は事実上競争であり、ラテン側の援軍が到着する前にイスラム軍は砦の防衛に参るのだろうか」。

## ヤコブの浅瀬での戦いとサラディンの勝利
1179年8月23日、サラディンはヤコブの浅瀬に到着すると部隊に砦に向けて矢を放つよう命じた。砦への包囲戦が始まったのである。弓兵が砦内の兵士を撹乱する一方で、シャステレの北東角の石と鉄で築かれた城壁を破るために坑道が掘られた。これは攻城戦における対壕戦術の一つで、城壁の下まで掘られた坑道の支柱を燃やし、城壁の自重により地下から崩壊させる方法であった。坑道が掘られてすぐに、サラディン軍は坑道に火を放った。しかし、これは当初失敗に終わった。そして、兵士はバケツの水で火を消し、そのたびに金貨を支払うことになった。火が消えた後、工兵は再び火をつけるよう指示された。
一方で、ボードゥアンは開戦の知らせを受けると同時に、エルサレムから援軍を呼び寄せた。しかしシャステレからティベリアスに居るボードゥアンへの伝令は緊密なものではなく、知らせを受けたのは攻城戦が始まってから数日が経過してからであった。
砦内の守備兵は主門を補強するなどの対処に努めたが、サラディン軍は坑道に再び火をつけ、城壁を崩壊させることに成功した。これにより、築城の試みは徒労に終わり、包囲が始まっておよそ6日でサラディンとその軍はシャステレを占拠した。1179年8月30日までにイスラムの侵攻軍はヤコブの浅瀬の砦を略奪して居住者の大部分を殺した。同日、援軍が召集されて一週間もたたないうちに、ボードゥアンとその支援軍はティベリアスを発ち、シャステレから真っ直ぐ立ちこめる煙を地平線上に見つけた。砦の守備をしていた騎士、殺害された建築家と建設作業員、そして800人の捕虜となった者を救援するにはあまりにも遅すぎたのである。ボードゥアンとその援軍はティベリアスへと反転してサラディンは砦を壊したままにするよう命じた。

## その後
サラディンはシャステレでの軍事的勝利を主張したにもかかわらず、彼の兵士はもう一つの敵の犠牲になった。包囲のすぐ後、ヤコブの浅瀬で殺された700人の守備兵は穴に投じられた。8月の暑さから、穴の中の遺体は腐敗し、その結果、疫病がサラディンの軍で発生し、およそ10人の部下が病死した。しかしこの程度の損害ではサラディンの軍事的優位は帳消しにならなかった。1180年、サラディンとボードゥアンは停戦した。和平がイスラムとキリスト教軍との間に締結されて数年後の1187年に、サラディンはハッティンの戦いの大勝利の後にキリスト教軍からエルサレムを再占領した。幾人かの学者の主張するところでは、1179年のヤコブの浅瀬でのサラディンの征服の成功により「ティベリアス湖の南からすぐにヨルダンを渡っての王国への侵入は1182年、1184年、そして1187年のサラディンによって用いられ……事実上無防備になった」ためにエルサレムの守りは脆弱になっていた。サラディンはエルサレムを占領した後、1192年に彼が和平の締結を強いられたリチャード獅子心王の軍事的出現まで近東で軍事的にも政治的にも成功を続けた。彼はその翌年の1193年死んだ。他方、ボードゥアン4世はあらゆる盛り返しに失敗した。ハンセン病は若い王の命を絞め、1185年、23歳で彼は死に、ヤコブの浅瀬での失敗への彼自身ないしキリスト教軍の埋め合わせは不可能になった。

## 考古学的重要性
今日、学者と歴史家がヤコブの浅瀬の戦いについて知っている情報のほとんどはその場所で明らかになった考古学的証拠に拠っている。

## 註
1. ↑  Bridge, p. 186
2. ↑  Madden, p. 72
3. 1 2 3  Asbridge
4. ↑  Murray, p. 649
5. ↑  Madden, p. 70
6. ↑  Asbridge, p. 649
7. 1 2 3 4 5  Green
8. ↑  Bridge, p. 189
9. ↑  Esposito
10. ↑  Smail, p. 138
11. ↑  Bridge, p. 197